# Castellvi Peak
Der Castellvi Peak (englisch; bulgarisch връх Кастелви wrach Kastelwi) ist ein 350 m hoher Berg auf der Livingston-Insel im Archipel der Südlichen Shetlandinseln. Er ragt 0,8 km nordöstlich der MacGregor Peaks auf der Hurd-Halbinsel auf.
Die bulgarische Kommission für Antarktische Geographische Namen benannte ihn 2008 nach der spanischen Meeresforscherin Josefina Castellví i Piulachs (* 1935), Vorreiterin im spanischen Antarktisprogramm.